# 390'erne f.Kr.
Århundreder: 5. århundrede f.Kr. – 4. århundrede f.Kr. – 3. århundrede f.Kr.
Årtier: 440'erne f.Kr. 430'erne f.Kr. 420'erne f.Kr. 410'erne f.Kr. 400'erne f.Kr. – 390'erne f.Kr. – 380'erne f.Kr. 370'erne f.Kr. 360'erne f.Kr. 350'erne f.Kr. 340'erne f.Kr.
År: 399 f.Kr. 398 f.Kr. 397 f.Kr. 396 f.Kr. 395 f.Kr. 394 f.Kr. 393 f.Kr. 392 f.Kr. 391 f.Kr. 390 f.Kr.